# Челищева, Ольга Алексеевна
Ольга Алексеевна Челищева — советский государственный и политический деятель.

## Биография
Родилась в 1918 году в деревне Смоляки. Член ВКП(б).
С 1933 года — на хозяйственной и политической работе. В 1933—1977 гг. — льноводка в колхозе «VI съезд Советов» Руднянского района, бригадир стахановского звена, бригадир женской бригады трактористов Зарубинской МТС, окончила курсы механизаторов МТС в Бельской школе механизации, во время войны — с бригадой и лично спасённой ею техникой в эвакуации в Рязанской области, заведующая мастерской Зарубинской МТС, бригадир тракторной бригады Зарубинской МТС
Избиралась депутатом Верховного Совета СССР 2-го, 3-го и 4-го созывов.
Умерла в марте 1989 года.